# Фільмографія Вірни Лізі

## Фільмографія в кінематографі
Українські назви фільмів у таблицях подано методом описового перекладу оригінальних назв.

### Художні фільми в кінематографі
| Рік  |   | Українська назва                                   | Оригінальна назва                                             | Роль                                                                            |
| ---- | - | -------------------------------------------------- | ------------------------------------------------------------- | ------------------------------------------------------------------------------- |
| 1953 | ф | ... і Неаполь співає!                              | …e Napoli canta!                                              | Марія Маріані (італ. Maria Mariani)                                             |
| 1954 | ф | Бажання і сонце                                    | Desiderio 'e sole                                             | Лаура Морера (італ. Laura Morera)                                               |
| 1954 | ф | Насильство на озері                                | Violenza sul lago                                             | Лаура, дочка Марко (італ. Laura, Marco's daughter)                              |
| 1954 | ф | Неаполітанський лист                               | Lettera napoletana                                            | Анна Еспозіто (італ. Anna Esposito)                                             |
| 1954 | ф | Сталевий трос                                      | La corda d'acciaio                                            | Стелла (італ. Stella)                                                           |
| 1954 | ф | Маленька свята                                     | Piccola santa                                                 | Марія (італ. Maria)                                                             |
| 1954 | ф | Кардинал Ламбертіні                                | Il cardinale Lambertini                                       | Марія ді Роккасібальда (італ. Maria di Roccasibalda)                            |
| 1954 | ф | Перевізник Монченізіо                              | Il vetturale del Moncenisio                                   | Жанна Тібо, дочка Жана Клода (італ. Jeanne Thibaud, figlia di Jean Claude)      |
| 1955 | ф | Прощавай, Неаполь!                                 | Addio, Napoli!                                                |                                                                                 |
| 1955 | ф | Новий Місяць                                       | Luna nova                                                     | Люсія (італ. Lucia)                                                             |
| 1955 | ф | Відкинуто                                          | Ripudiata                                                     |                                                                                 |
| 1955 | ф | Це життя                                           | Questa è la vita                                              |                                                                                 |
| 1955 | ф | Червоний                                           | La rossa                                                      | Марія (італ. Maria)                                                             |
| 1955 | ф | Гусари                                             | Les hussards                                                  | Еліза (італ. Elisa)                                                             |
| 1955 | ф | Неодружений                                        | Lo scapolo                                                    | Extra (в титрах)                                                                |
| 1955 | ф | Вісімнадцятирічні                                  | Le diciottenni                                                | Марія Ровані (італ. Maria Rovani)                                               |
| 1956 | ф | Помстився!                                         | Vendicata!                                                    |                                                                                 |
| 1957 | ф | Жінка – сенсація дня                               | La donna del giorno                                           | Ліліана Аттенні (італ. Liliana Attenni)                                         |
| 1958 | ф | Граф ді Матера                                     | Il conte di Matera (Il tiranno)                               | Грета Трамонтана з Касамайори (італ. Greta Tramontana di Casamaiora)            |
| 1958 | ф | Тото, Пеппіно і фанатик                            | Totò, Peppino e le fanatiche                                  | дівчина (італ. Ragazza)                                                         |
| 1959 | ф | Втрачене життя                                     | Vite perdute                                                  | Анна (італ. Anna)                                                               |
| 1959 | ф | Власник металургічного заводу                      | Il padrone delle ferriere                                     | Клер де Больє (італ. Claire de Beaulieu)                                        |
| 1959 | ф | Світ чудес                                         | Il mondo dei miracoli                                         | Лаура Даміані (італ. Laura Damiani)                                             |
| 1959 | ф | Катеріна Сфорца, римська левиця                    | Caterina Sforza, la leonessa di Romagna                       | Катеріна Сфорца (італ. Caterina Sforza)                                         |
| 1960 | ф | Півтора солдата                                    | Un militare e mezzo                                           | Аніта Россі (італ. Anita Rossi)                                                 |
| 1961 | ф | Його Високоповажність перестає їсти                | Sua Eccellenza si fermò a mangiare                            | Сільвія (італ. Silvia)                                                          |
| 1961 | ф | 5 морських піхотинців на 100 дівчат                | 5 marines per 100 ragazze                                     | Ґація (італ. Grazia)                                                            |
| 1961 | ф | Ромул і Рем                                        | Romolo e Remo                                                 | Джулія (італ. Julia)                                                            |
| 1962 | ф | Єва                                                | Eva                                                           | Франческа Феррара (італ. Francesca Ferrara)                                     |
| 1963 | ф | Найкоротший день                                   | Il giorno più corto                                           | Ная, австрійська шпигунка (італ. Naja, una spia austriaca)                      |
| 1963 | ф | Злочин Дюпре                                       | Les bonnes causes                                             | Джина Бьянчі (фр. Gina Bianchi)                                                 |
| 1964 | ф | Чорний тюльпан                                     | La Tulipe Noire                                               | Каролін «Каро» Плантен (фр. Caroline 'Caro' Plantin)                            |
| 1964 | ф | Коплан ризикує                                     | Coplan prend des risques                                      | Інгрід Карлсен (фр. Ingrid Carlsen)                                             |
| 1965 | ф | Лялечки, епізод «Телефонний дзвінок»               | Le bambole, episodio La telefonata                            | Луїза (італ. Luisa)                                                             |
| 1965 | ф | Як вбити свою дружину                              | How to Murder Your Wife                                       | Місіс Форд (англ. Mrs. Ford)                                                    |
| 1965 | ф | Казанова '70                                       | Casanova '70                                                  | Джиджліола (італ. Gigliola)                                                     |
| 1965 | ф | Жінка озера                                        | La donna del lago                                             | Тільда (італ. Tilde)                                                            |
| 1965 | ф | Діва для принца                                    | Una vergine per il principe                                   | Джулія (італ. Giulia)                                                           |
| 1965 | ф | Сьогодні, завтра, післязавтра, епізод «Година пік» | Oggi, domani, dopodomani, episodio L'ora di punta             | Доротея (італ. Dorotea)                                                         |
| 1965 | ф | Зроблено в Італії, епізод «Жінка»                  | Made in Italy, episodio La donna                              | Вірджинія (італ. Virginia)                                                      |
| 1966 | ф | Пані та панове                                     | Signore & signori                                             | Мілена Зулян (італ. Milena Zulian)                                              |
| 1966 | ф | Напад на «Королеву»                                | Assault on a Queen                                            | Роза Луккезі (англ. Rosa Lucchesi)                                              |
| 1966 | ф | Тільки не з моєю жінкою, не смій!                  | Not with My Wife, You Don't!                                  | Джулі Ферріс (англ. Julie Ferris)                                               |
| 1967 | ф | 25-та година                                       | La 25ª ora (La Vingt-cinquième heure)                         | Сюзанна Моріц (італ. Suzanna Moritz)                                            |
| 1967 | ф | Дівчина і генерал                                  | La ragazza e il generale                                      | Ада (італ. Ada)                                                                 |
| 1967 | ф | Милі дами                                          | Le dolci signore                                              | Луїза (італ. Luisa)                                                             |
| 1967 | ф | Арабелла                                           | Arabella                                                      | Арабелла (італ. Arabella)                                                       |
| 1968 | ф | Дівчина, яка не могла сказати «ні»                 | Il suo modo di fare / Tenderly / The Girl Who Couldn't Say No | Йоланда (італ. Yolanda)                                                         |
| 1968 | ф | Краще вдова                                        | Meglio vedova                                                 | Роза Мінніті (італ. Rosa Minniti)                                               |
| 1969 | ф | Якщо сьогодні вівторок, то ми все ще в Бельгії     | If It's Tuesday, This Must Be Belgium                         | Прекрасна двоюрідна сестра Джона в Римі (англ. John's Beautiful Cousin in Rome) |
| 1969 | ф | Різдвяна ялинка                                    | L'Arbre de Noël                                               | Катерина Граціані (фр. Catherine Graziani)                                      |
| 1969 | ф | Секрет Санта-Віторії                               | The Secret of Santa Vittoria                                  | Катерина (англ. Caterina)                                                       |
| 1970 | ф | Час насильства                                     | Tempo di violenza                                             | Стелла Менцоні (італ. Stella Menzoni)                                           |
| 1970 | ф | Спеціальні ігри                                    | Giuochi particolari                                           | Клод (італ. Claude)                                                             |
| 1971 | ф | Статуя                                             | The Statue                                                    | Ронда Болт (англ. Rhonda Bolt)                                                  |
| 1971 | ф | Прекрасне чудовисько                               | Un beau monstre                                               | Наталі Ревент (фр. Nathalie Revent)                                             |
| 1971 | ф | Добрий Рим                                         | Roma bene                                                     | Сільвія Санті (італ. Silvia Santi)                                              |
| 1972 | ф | Галька Етрета                                      | Improvvisamente una sera… un amore (Les galets d'Étretat)     | Альні (італ. Alny)                                                              |
| 1972 | ф | Синя борода                                        | Barbablù (Bluebeard)                                          | співачка (англ. The Singer)                                                     |
| 1973 | ф | Змія                                               | Il serpente (Le Serpent)                                      | Аннабель Лі (фр. Annabel Lee)                                                   |
| 1973 | ф | Білий клик                                         | Zanna Bianca                                                  | сестра Євангеліна (італ. suor Evangelina)                                       |
| 1974 | ф | Повернення Білого клика                            | Il ritorno di Zanna Bianca                                    | сестра Євангеліна (італ. suor Evangelina)                                       |
| 1977 | ф | За межами добра і зла                              | Al di là del bene e del male                                  | Елізабет (італ. Elisabeth)                                                      |
| 1979 | ф | Ернесто                                            | Ernesto                                                       | матір Ернесто (італ. madre di Ernesto)                                          |
| 1979 | ф | Праведна брехня                                    | Bugie bianche                                                 | Луїза Герріге (італ. Luisa Herrighe)                                            |
| 1980 | ф | Цикада                                             | La cicala                                                     | Вільма Малінверні (італ. Wilma Malinverni)                                      |
| 1982 | ф | Смак моря                                          | Sapore di mare                                                | Адріана Балестра (італ. Adriana Balestra)                                       |
| 1984 | ф | Любіть один одного трішки...                       | Amarsi un po'…                                                | Принцеса Марія Челліні (італ. Principessa Maria Cellini)                        |
| 1982 | ф | Правильна жінка                                    | Miss Right                                                    | Анна (італ. Anna)                                                               |
| 1987 | ф | Я люблю Нью-Йорк                                   | I Love N.Y.                                                   | Анна Коттон (італ. Anna Cotone)                                                 |
| 1989 | ф | Хлопці з вулиці Панісперна                         | I ragazzi di via Panisperna                                   | Пані Майорана (італ. Signora Majorana)                                          |
| 1989 | ф | Веселого Різдва... З Новим роком                   | Buon Natale… buon anno                                        | Ельвіра (італ. Elvira)                                                          |
| 1994 | ф | Королева Марго                                     | La reine Margot                                               | Катеріна де Медічі (італ. Catherine de Médicis)                                 |
| 1996 | ф | Іди туди, куди веде тебе серце                     | Va' dove ti porta il cuore                                    | літня Ольга (італ. Olga anziana)                                                |
| 2002 | ф | Найкращий день у моєму житті                       | Il più bel giorno della mia vita                              | Ірен (італ. Irene)                                                              |
| 2015 | ф | Латинський коханець                                | Latin Lover                                                   | Ріта (італ. Rita)                                                               |

## Роботи та покази на телебаченні
Українські назви фільмів у таблиці подано методом описового перекладу оригінальних назв.

| Рік       |   | Українська назва                          | Оригінальна назва                         | Роль                                                                                         |
| --------- | - | ----------------------------------------- | ----------------------------------------- | -------------------------------------------------------------------------------------------- |
| 1957      | с | Гордість і упередження                    | Orgoglio e pregiudizio                    | серії 1-5. Елізабет Беннет (італ. Elizabeth Bennett)                                         |
| 1958      | с | Жінки в горностаї                         | Donne in ermellino                        | Саллі Даттон (італ. Sally Dutton)                                                            |
| 1958      | с | Тінь обличчя                              | La cara ombra                             | Анжела (італ. Angela)                                                                        |
| 1958      | с | Леокадія                                  | Leocadia                                  | Аманда (італ. Amanda)                                                                        |
| 1958      | с | Як листя                                  | Come le foglie                            | Неннеле (італ. Nennele)                                                                      |
| 1959      | с | Грабіжники                                | I masnadieri                              |                                                                                              |
| 1959—1960 | с | Дев'ятнадцяте століття                    | Ottocento                                 | серії 2-5. Графиня Кастільоне (італ. La contessa Castiglione)                                |
| 1960      | с | Високе небо                               | Cieli alti                                | Анжела (італ. Angela)                                                                        |
| 1960      | с | Попелюшка                                 | Cenerentola                               | Попелюшка (італ. Cenerentola)                                                                |
| 1961      | с | Справа Мауріціуса                         | Il caso Maurizius                         | серії 2-4. Анна Ян (італ. Anna Jahn)                                                         |
| 1962      | с | Американська трагедія                     | Una tragedia americana                    | серії 2-7. Сондра Фінчлі (італ. Sondra Finchley)                                             |
| 1974      | с | Філо Венс                                 | Philo Vance                               | серія «Вбита канарка» (італ. La canarina assassinata). Сондра Фінчлі (італ. Sondra Finchley) |
| 1984      | с | ...і життя триває                         | …e la vita continua                       | серії 4-8. Джулія Бетоккі (італ. Giulia Betocchi)                                            |
| 1985      | с | Христофор Колумб                          | Cristoforo Colombo                        | серії 1-4. Дона Моніц Перестрелло (італ. Dona Moniz Perestrello)                             |
| 1986      | с | Якщо одного разу ти постукаєш у мої двері | Se un giorno busserai alla mia porta      | серії 1-4. Лівія Бандіні (італ. Livia Bandini)                                               |
| 1988      | ф | А вони не хочуть йти!                     | E non se ne vogliono andare!              | Аніта Джуліані (італ. Anita Giuliani)                                                        |
| 1989      | ф | Кінотеатр                                 | Cinema                                    | Марія (італ. Maria)                                                                          |
| 1989      | ф | А якщо вони потім підуть?                 | E se poi se ne vanno?                     | Аніта (італ. Anita)                                                                          |
| 1991      | с | Загадки чорних джунглів                   | I misteri della giungla nera              | серії 1-2. Сара Корішант (італ. Sara Corishant)                                              |
| 1993      | с | Пристрасті                                | Passioni                                  |                                                                                              |
| 1996      | с | Око яструба                               | Occhio di falco                           |                                                                                              |
| 1996      | с | Один з нас                                | Uno di noi                                | мати Ерколе (італ. madre di Ercole)                                                          |
| 1997      | с | Вогняна пустеля                           | Deserto di fuoco                          | серії 1-3. Крістін Дювів'є (італ. Christine Duvivier)                                        |
| 1999      | ф | Бальзак                                   | Balzac                                    | Мадам де Берні (італ. Madame de Berny)                                                       |
| 1999      | ф | Гірський кришталь - Різдвяна історія      | Cristallo di rocca — Una storia di Natale | Санна (італ. Sanna)                                                                          |
| 2000      | ф | Крила життя                               | Le ali della vita                         | сестра Альберта (італ. Sorella Alberta)                                                      |
| 2000      | ф | Простий подарунок                         | Un dono semplice                          |                                                                                              |
| 2001      | ф | Маленький стародавній світ                | Piccolo mondo antico                      | маркіза Орсола Майроні (італ. Marchesa Orsola Maironi)                                       |
| 2001      | ф | Зеленоока отрута                          | Occhi verde veleno                        | графиня Марта Дандоло (італ. Contessa Marta Dandolo)                                         |
| 2001      | ф | Пам'ять і прощення                        | La memoria e il perdono                   | Елена Сатта (італ. Elena Satta)                                                              |
| 2001      | ф | Крила життя 2                             | Le ali della vita 2                       | сестра Альберта (італ. Sorella Alberta)                                                      |
| 2001—2003 | с | Краса жінок                               | Il bello delle donne                      | графиня Міранда Спадоні (італ. Contessa Miranda Spadoni)                                     |
| 2003      | с | Хлопчики з вулиці Пал                     | I ragazzi della via Pál                   | Едіт Горват (італ. Edit Horváth)                                                             |
| 2004      | ф | В будинку Анни                            | A casa di Anna                            | Анна (італ. Anna)                                                                            |
| 2006      | с | Честь і повага                            | L'onore e il rispetto                     | серія 1. Ерсілія Фортебраччі (італ. Ersilia Fortebracci)                                     |
| 2007      | ф | Неправильні жінки                         | Donne sbagliate                           | Анна Мільо (італ. Anna Miglio)                                                               |
| 2008      | с | Довірся мені                              | Fidati di me                              | серії 1-4. Елена Донаті (італ. Elena Donati)                                                 |
| 2008      | с | Кров і троянда                            | Il sangue e la rosa                       | Лукреція Скіарра (італ. Lucrezia Sciarra)                                                    |
| 2005—2010 | с | Катерина та її дочки                      | Caterina e le sue figlie                  | Катеріна Форезі Пенс'єро / Парізі (італ. Caterina Foresi Pensiero / Parisi)                  |
| 2011      | с | Жінка повертається                        | La donna che ritorna                      | серії 1-4. Паола Силенті (італ. Paola Silenti)                                               |
| 2013      | с | Цілую руки: Палермо-Нью-Йорк 1958         | Baciamo le mani: Palermo-New York 1958    | серії 1-4. донна Аньєзе Віталіано (італ. Donna Agnese Vitaliano)                             |
| 2014      | с | Мати, допоможіть                          | Madre, aiutami                            | серії 1-4. сестра Ґермана (італ. Suor Germana)                                               |